# Mohammad Ishaq Al-Fayyad
 (septembre 2018).
Muhammad Is'haq al-Fayyad (en arabe : محمد إسحاق الفياض, Dari : محمد اسحاق فیاض) est l'un des plus grands ayatollahs résidant en Irak après Ali al-Sistani,,,.

## Biographie
De citoyenneté afghane, Mohammad Ishaq Al-Fayyad est né dans la province de Ghazni de parents Hazaras. Issu d'une famille de fermiers, il commença à apprendre le coran auprès du clerc du village alors qu'il était âgé de 5 ans. À l'âge de dix ans, sa famille déménage dans la ville sainte de Nadjaf en Irak, où il suivra diverses études islamiques, dont la langue arabe, la rhétorique, la logique, la philosophie islamique, la science du hadith et la jurisprudence islamique, notamment sous la tutelle du grand ayatollah Abu al-Qasim al-Khoei. À la mort de son professeur en 1992, il soutiendra Ali al-Sistani au poste de la marjaiya de Nadjaf.

## Prise de position
Sous Saddam Hussein, il adoptera une approche plus quiétiste, évitant la politique et la confrontation directe avec le gouvernement.
Lors de l'invasion de l'Irak par la coalition internationale menée par les États-Unis, il sera plus présent que les autres marjas à dialoguer avec l'armée occupante et les diplomates Américains et Britanniques, les informant des opinions des principales autorités religieuses. Il adoptera des positions similaires à Ali al-Sistani et autres marjas ; soutenir une liste chiite unie pour les prochaines élections — appelant l'islam à être l'unique source de la loi irakienne, soutenant un vote positif pour le référendum sur la constitution — rejeter la laïcité irakienne et s'opposer à la doctrine du Velayat-e faqih telle qu'adoptée par la République islamique d'Iran.
Al Fayyad est rapporté comme l'un des plus grands opposants au concept des conservateurs de la jurisprudence. Cependant, ce rapport a été contredit par le site officiel du marja dans lequel il est dit : « L'opinion correcte concernant la question du Velayat-e faqih (conservateurs de la jurisprudence) est que cela ne nécessite aucune preuve extérieure, parce que la continuation de la loi islamique et de son application dépend de la poursuite du système du velayat ». Il continua en ajoutant « Le velayat du Prophète et des imams infaillibles, pendant la période de la grande occultation du douzième imam, le juriste islamique est bénéfique au velayat ... Il est inimaginable que la loi islamique puisse continuer à exister sans la continuité du velayat ».
Il est l'un des oulémas, signataires du message d'Amman, qui fournit une base sur l'orthodoxie musulmane et l'excommunication.
En 2007, des articles de presse ont affirmé que Mohammad Ishaq Al-Fayyad aurait supervisé la formation religieuse du clerc chiite radical Moqtada al-Sadr.